# Olaf Storaasli
Olaf O. Storaasli (Filadélfia, 15 de maio de 1943) é um cientista da computação estadunidense. Foi pesquisador do Oak Ridge National Laboratory e da United States Enrichment Corporation (USEC), depois de sua carreira no Langley Research Center da NASA. Liderou as equipes de desenvolvimento de hardware, software e aplicações de um dos primeiros computadores paralelos da NASA, a Finite Element Machine, e desenvolveu algoritmos para a solução rápida de equações matriciais a fim de explorar os aceleradores para resolver aplicações em ciência e engenharia. Foi orientador de doutorado na Universidade do Tennessee, Universidade George Washington e Christopher Newport University, e mentor de 25 estudantes da New Horizons Governor's School for Science and Technology (NHGS). É reconhecido com prêmios pela Marquis Who's Who da American Men and Women of Science, NASA, Cray, Intel e Concordia College.

## Educação
Storaasli obteve um B.A. em física, matemática e francês (Concordia College, 1964), M.A. em matemática (Universidade da Dakota do Sul,1966), Ph.D em engenharia mecânica (Universidade Estadual da Carolina do Norte, 1970) e programas de pós-doutorado: Norwegian University of Science & Technology (1984–85), Universidade de Edimburgo (2008).

## Livros
- Engineering Applications on NASA's FPGA-based Hypercomputer, 7th MAPLD, Washington, D.C., Sept 2004.
- Large-Scale Analysis, Design and Intelligent Synthesis Environments, Elsevier Sciences, 2000.
- Large-Scale Analysis & Design on High-Performance Computers & Workstations, Elsevier Sciences, 1998.
- Large-Scale Structural Analysis for High-Performance Computers & Workstations, Pergamon Press 1994.
- Parallel Computational Methods for Large-Scale Structural Analysis & Design, Pergamon Press 1993.
- Parallel Methods on Large-Scale Structural Analysis & Physics Applications, Pergamon Press 1991.